# Tuberculoma

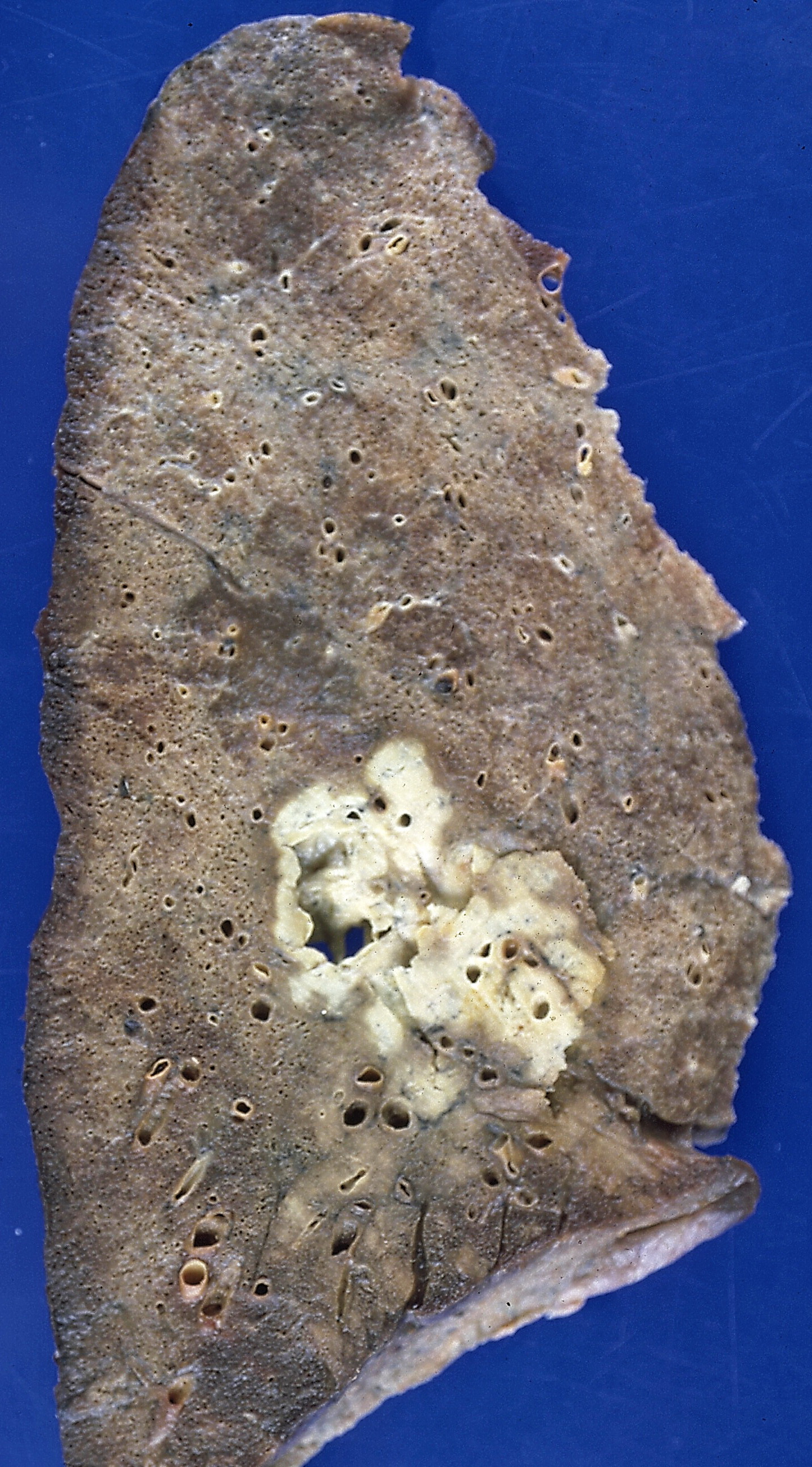
Tuberculoma pulmonar (parte branca).

Tuberculoma ou granuloma tuberculoso é uma massa bem definida e focal de infecção por Mycobacterium tuberculosis. É uma das várias formas de apresentação histológica de uma tuberculose. É pouco comum, geralmente afetando cérebro, meninge, medula espinhal ou um pulmão. A olho nu, um tuberculoma é um nódulo firme e bem definido. Histologicamente é constituído por um núcleo central de necrose caseosa com uma parede envolvente de uma reação granulomatosa (uma cápsula de tecido fibroso) contendo células de Langerhans gigantes, células epitelioides e linfócitos.
No centro necrótico existem bacilos viáveis em estado latente. Quando no sistema nervoso, em torno da cápsula se produz edema do parênquima e proliferação de astrócitos. Tuberculomas geralmente são encontrados em localização infratentoriais em crianças, enquanto as lesões tendem a ser supratentoriais em adultos, sendo que muitas vezes estão localizados na região do córtex periventricular ou na união corticomedular. Um terço dos pacientes possui mais de um tuberculoma. Se acontecer liquefação do centro caseoso, o tuberculoma se transforma em um abscesso tuberculoso.
Um tuberculoma pode resolver-se completamente, formar lesões ou rodear-se de cálcio (3% dos casos) como resultado de mecanismo de defensa ou com a administração de drogas anti-tuberculose. Também pode crescer lentamente e adquirir grandes proporciones formando uma grande massa similar a uma neoplasia e hidrocefalia.